# Kevin Lima
Kevin Lima (født i 1962) er en amerikansk filminstruktør og skuespiller. Han har arbejdet med en række Disney-film som for eksempel Tarzan, Fedtmule og søn og 102 dalmatinere. Han er gift med Pixar-animatoren Brenda Chapman.